# En el punto de mira
En el punto de mira és un programa de televisió que s'emet en el canal Cuatro i que es va estrenar el 26 de juliol de 2016. En aquest es tracten temes d'actualitat i de recerca, oferint com a novetat en el format, imatges de càmeres 360° al costat d'enregistraments panoràmics fets des de drons i sistemes d'enregistrament ocult. Així, a les mans de diversos reporters, aprofundeixen en temes com la tracta d'animals, el negoci de les farmacèutiques o la caça il·legal.

## Reporters

### Actuals reporters
- Boro Barber (2016 - present)
- Mireia Llinares (2016 - present)
- Marta Losada (2016 - present)
- Verónica Dulanto (2017 - present)
- María Miñana (2018 - present)
- Pablo de Miguel (2018 - present)
- Juan Carlos González (2018 - present)

### Antics reporters
- Luis Troya (2016 - 2017)
- María Bayón (2016 - 2017)
- Estefanía Masó (2016 - 2017)
- Ricardo Pardo (2016 - 2017)

## Temporades i programes

### Temporada 1
| Programa | Títol                                                 | Data d'emissió         | Audiència         |
| -------- | ----------------------------------------------------- | ---------------------- | ----------------- |
| 1x01     | El negocio de las falsificaciones                     | 26 de juliol de 2016   | 1 040 000 (7,7%)  |
| 1x02     | Pesca ilegal y las mafias del altar                   | 2 d'agost de 2016      | 1 152 000 (9,2%)  |
| 1x03     | Explotadores de perros                                | 9 d'agost de 2016      | 727 000 (5,7%)    |
| 1x04     | Vacunas y curanderos                                  | 16 d'agost de 2016     | 881 000 (7,1%)    |
| 1x05     | Veneno en los alimentos                               | 23 d'agost de 2016     | 1 514 000 (11,9%) |
| 1x06     | Adictos a los medicamentos y temporeros a bajo coste  | 30 d'agost de 2016     | 1 219 000 (8,8%)  |
| 1x07     | El cártel de las aceitunas                            | 6 de setembre de 2016  | 1 280 000 (9,2%)  |
| 1x08     | Negocio de la okupación y peligros de la vida natural | 13 de setembre de 2016 | 879 000 (6,4%)    |
| 1x09     | Boom turístico y los señores del cartón               | 20 de setembre de 2016 | 1 102 000 (7,5%)  |
| 1x10     | Secuestros express                                    | 27 de setembre de 2016 | 1 160 000 (7,7%)  |
| 1x11     | Basura peligrosa y nuevas drogas                      | 4 d'octubre de 2016    | 988 000 (6,3%)    |

### Temporada 2
| Programa | Títol                                       | Data d'emissió       | Audiència        |
| -------- | ------------------------------------------- | -------------------- | ---------------- |
| 2x01     | La panga y el cibercrimen                   | 10 de gener de 2017  | 1 375 000 (8,1%) |
| 2x02     | Vientres de alquiler y percebeiros ilegales | 17 de gener de 2017  | 1 072 000 (6,4%) |
| 2x03     | Coches peligrosos                           | 24 de gener de 2017  | 1 094 000 (6,7%) |
| 2x04     | Carteristas y nuevos millonarios            | 31 de gener de 2017  | 1 192 000 (7,3%) |
| 2x05     | Cazaherencias                               | 7 de febrer de 2017  | 1 109 000 (6,7%) |
| 2x06     | Juguetes peligrosos y otros desaparecidos   | 14 de febrer de 2017 | 1 007 000 (6,3%) |

### Temporada 3
| Programa | Títol                                               | Data d'emissió       | Audiència        |
| -------- | --------------------------------------------------- | -------------------- | ---------------- |
| 3x01     | La guerra del taxi y dentistas impostores           | 21 de març de 2017   | 1 049 000 (6,7%) |
| 3x02     | El negocio de la desokupación y robos de viviendas  | 28 de març de 2017   | 1 121 000 (7,5%) |
| 3x03     | El fraude del buey e incendios sospechosos          | 4 d'abril de 2017    | 1 231 000 (7,9%) |
| 3x04     | Fugitivos y traficantes de monos                    | 11 d'abril de 2017   | 687 000 (4,5%)   |
| 3x05     | Falsos médicos y furtivos                           | 18 d'abril de 2017   | 947 000 (7,3%)   |
| 3x06     | El fraude del atún y perros de caza                 | 25 d'abril de 2017   | 964 000 (5,9%)   |
| 3x07     | Comida tóxica y el boom de las proteínas            | 2 de maig de 2017    | 943 000 (5,8%)   |
| 3x08     | Falsificaciones y amianto                           | 9 de maig de 2017    | 881 000 (5,3%)   |
| 3x09     | Okupas de lujo y 'Hazte oír'                        | 15 de maig de 2017   | 1 399 000 (8,6%) |
| 3x10     | La falsa cura del cáncer                            | 22 de maig de 2017   | 1 177 000 (6,9%) |
| 3x11     | Constructores y la calidad del pan                  | 29 de maig de 2017   | 1 368 000 (8,4%) |
| 3x12     | Ladrones de camiones y alergia a las ondas          | 5 de juny de 2017    | 951 000 (6,7%)   |
| 3x13     | Turistas estafadores y denominaciones de origen     | 12 de juny de 2017   | 1 016 000 (7,1%) |
| 3x14     | Conflictos vecinales                                | 19 de juny de 2017   | 1 103 000 (7,6%) |
| 3x15     | Ibiza saturada y Corea del Norte                    | 26 de juny de 2017   | 1 163 000 (8,8%) |
| 3x16     | El negocio de la marihuana y vino falsificado       | 3 de juliol de 2017  | 1 101 000 (8,0%) |
| 3x17     | Taxis piratas en Ibiza y embargos por error         | 10 de juliol de 2017 | 984 000 (7,3%)   |
| 3x18     | Propietarios contra okupadas                        | 17 de juliol de 2017 | 1 168 000 (9,1%) |
| 3x19     | Negocios conflictivos y drogas y alcohol al volante | 24 de juliol de 2017 | 959 000 (7,7%)   |

### Temporada 4
| Programa | Títol                                                   | Data d'emissió         | Audiència         |
| -------- | ------------------------------------------------------- | ---------------------- | ----------------- |
| 4x01     | Estafadores de la caridad y comida robada               | 11 de desembre de 2017 | 1 024 000 (6,8%)  |
| 4x02     | Prostitución e intoxicados                              | 18 de desembre de 2017 | 849 000 (5,5%)    |
| 4x03     | Paraísos en quiebra                                     | 8 de gener de 2018     | 1 135 000 (6,9%)  |
| 4x04     | Comerciantes de la solidaridad y La mafia del catastro  | 15 de gener de 2018    | 845 000 (5,5%)    |
| 4x05     | Falsas pensiones y guarderías ilegales                  | 22 de gener de 2018    | 976 000 (6,7%)    |
| 4x06     | Menores violentos y mafia de turistas estafadores       | 29 de gener de 2018    | 1 074 000 (6,5)   |
| 4x07     | Okupas familiares y conflictos vecinales                | 5 de febrer de 2018    | 1 295 000 (7,5%)  |
| 4x08     | Cobrar sin trabajar                                     | 12 de febrer de 2018   | 1 854 000 (11,5%) |
| 4x09     | La burbuja del alquiler y robo de jamones               | 19 de febrer de 2018   | 1 026 000 (6,5%)  |
| 4x10     | Estafadores de la luz y agresiones a médicos            | 26 de febrer de 2018   | 876 000 (5,8%)    |
| 4x11     | Comida lejana                                           | 5 de març de 2018      | 1 141 000 (7,5%)  |
| 4x12     | Ladrones de carretera y enchufismo en los Ayuntamientos | 12 de març de 2018     | 881 000 (5,7%)    |
| 4x13     | Ana Julia Quezada                                       | 19 de març de 2018     | 2 320 000 (13,7%) |
| 4x14     | Estafadores del amor y nuevos despilfarros              | 26 de març de 2018     | 1 241 000 (7,5%)  |
| 4x15     | Dietas extremas                                         | 9 d'abril de 2018      | 906 000 (5,8%)    |
| 4x16     | Okupas de larga duración y añadidos en la comida        | 16 d'abril de 2018     | 870 000 (6,0%)    |
| 4x17     | El niño Juan y Vecinos en guerra                        | 23 d'abril de 2018     | 807 000 (5,7%)    |
| 4x18     | Dedazos en la Sanidad                                   | 30 d'abril de 2018     | 884 000 (5,9%)    |
| 4x19     | Asesores políticos y estafadores del amor II            | 7 de maig de 2018      | 869 000 (6,1%)    |
| 4x20     | Guerra de herencias y la línea de los narcos            | 14 de maig de 2018     | 892 000 (6,2%)    |
| 4x21     | Amazon y okupas chantajistas                            | 21 de maig de 2018     | 928 000 (6,5%)    |
| 4x22     | Las manadas                                             | 28 de maig de 2018     | 875 000 (5,7%)    |
| 4x23     | Oposiciones amañadas y negocios de los lateros          | 4 de juny de 2018      | 844 000 (5,7%)    |
| 4x24     | Discotecas conflictivas y after hours clandestinos      | 11 de juny de 2018     | 722 000 (4,8%)    |
| 4x25     | Estafadores de ancianos                                 | 18 de juny de 2018     | 865 000 (5,5%)    |
| 4x26     | Anisakis y juego ilegal                                 | 25 de juny de 2018     | 1 013 000 (7,2%)  |
| 4x27     | Abusos sexuales y aprobar sin estudiar                  | 2 de juliol de 2018    | 877 000 (6,6%)    |
| 4x28     | Viviendo con el enemigo y negligencias médicas          | 9 de juliol de 2018    | 840 000 (6,1%)    |
| 4x29     | Estafadores de coches y manipulaciones digitales        | 16 de juliol de 2018   | 821 000 (6,7%)    |
| 4x30     | La herencia de los Franco                               | 23 de juliol de 2018   | 1 383 000 (10,8%) |

### Temporada 5
| Programa | Títol                                                 | Data d'emissió         | Audiència        |
| -------- | ----------------------------------------------------- | ---------------------- | ---------------- |
| 5x01     | El plástico                                           | 10 de setembre de 2018 | 796 000 (6,0%)   |
| 5x02     | La viuda negra                                        | 18 de setembre de 2018 | 833 000 (6,0%)   |
| 5x03     | Bebés atrapados                                       | 25 de setembre de 2018 | 542 000 (3,8%)   |
| 5x04     | Casas en ruina y pagar por trabajar                   | 2 d'octubre de 2018    | 688 000 (5,4%)   |
| 5x05     | Timadores y el veto de Trump                          | 9 d'octubre de 2018    | 705 000 (5,5%)   |
| 5x06     | Productos milagro                                     | 16 d'octubre de 2018   | 862 000 (6,1%)   |
| 5x07     | Otros aceites y el Patrimonio de la Iglesia           | 23 d'octubre de 2018   | 882 000 (6,2%)   |
| 5x08     | Falsas terapias y viviendas públicas                  | 30 d'octubre de 2018   | 671 000 (4,7%)   |
| 5x09     | Familias conflictivas e impostores                    | 6 de novembre de 2018  | 832 000 (5,5%)   |
| 5x10     | El sabor del tomate y la guerra de las hostias        | 13 de novembre de 2018 | 1 085 000 (7,3%) |
| 5x11     | Intrusos en la medicina y franquistas                 | 20 de novembre de 2018 | 479 000 (3,9%)   |
| 5x12     | La vida secreta del Rey del cachopo                   | 27 de novembre de 2018 | 881 000 (5,9%)   |
| 5x13     | Intolerancias alimentarias y aceite de palma          | 6 de desembre de 2018  | 791 000 (5,4%)   |
| 5x14     | El zumo de naranja y el negocio de las funerarias     | 13 de desembre de 2018 | 811 000 (6,0%)   |
| 5x15     | Pesadilla en Navidad y corrupción en Orense           | 20 de desembre de 2018 | 649 000 (4,9%)   |
| 5x16     | Caprichos millonarios y el negocio de la superstición | 27 de desembre de 2018 | 877 000 (6,6%)   |
| 5x17     | Comedores escolares y michelines                      | 3 de gener de 2019     | 830 000 (5,7%)   |
| 5x18     | La fortuna de los Pujol                               | 10 de gener de 2019    | 465 000 (3,4%)   |
| 5x19     | El negocio del pelo y falsos sanadores                | 17 de gener de 2019    | 581 000 (4,3%)   |
| 5x20     | El crimen de Marta                                    | 24 de gener de 2019    | 903 000 (6,4%)   |
| 5x21     | El pozo de Totalán y productos falsos                 | 31 de gener de 2019    | 618 000 (4,6%)   |
| 5x22     | El futuro                                             | 7 de febrer de 2019    | 623 000 (4,6%)   |
| 5x23     | Abusos de la Iglesia y excesos al volante             | 14 de febrer de 2019   | 394 000 (3,1%)   |
| 5x24     | Curaciones imposibles y sumisión química              | 21 de febrer de 2019   | 562 000 (4,3%)   |
| 5x25     | El semen de los españoles y el falso representante    | 28 de febrer de 2019   | 497 000 (3,7%)   |

### Temporada 6
| Programa | Títol                       | Data d'emissió     | Audiència        |
| -------- | --------------------------- | ------------------ | ---------------- |
| 6x01     | Tráfico de medicamentos     | 1 de maig de 2019  | 866 000 (5,7%)   |
| 6x02     | ¿Sabemos lo que comemos?    | 8 de maig de 2019  | 949 000 (6,8%)   |
| 6x03     | El arte de la falsificación | 15 de maig de 2019 | 891 000 (6,0%)   |
| 6x04     | Morosos                     | 22 de maig de 2019 | 1 111 000 (7,2%) |
| 6x05     | Niños en peligro            | 29 de maig de 2019 | 707 000 (4,7%)   |
| 6x06     | Plagas peligrosas           | 5 de juny de 2019  | 814 000 (5,5%)   |

### Temporada 7
| Programa | Títol                                                  | Data d'emissió         | Audiència        |
| -------- | ------------------------------------------------------ | ---------------------- | ---------------- |
| 7x01     | Catástrofes naturales                                  | 2 d'octubre de 2019    | 781 000 (5,6%)   |
| 7x02     | El señor de la listeria                                | 9 d'octubre de 2019    | 635 000 (4,5%)   |
| 7x03     | Techos abusivos y partos peligrosos                    | 16 d'octubre de 2019   | 792 000 (5,4%)   |
| 7x04     | Los secretos de Carmen Polo y el pelotazo de las bodas | 23 d'octubre de 2019   | 914 000 (6,5%)   |
| 7x05     | Guerra a la carne                                      | 30 d'octubre de 2019   | 801 000 (6,0%)   |
| 7x06     | Casas ilegales                                         | 6 de novembre de 2019  | 800 000 (5,6%)   |
| 7x07     | Desastres estéticos y masa madre y miel                | 13 de novembre de 2019 | 872 000 (6,2%)   |
| 7x08     | El boom de las uñas y robots ladrones de trabajo       | 20 de novembre de 2019 | 896 000 (6,0%)   |
| 7x09     | Desaparecidos, guiro en la investigación               | 27 de novembre de 2019 | 877 000 (6,0%)   |
| 7x10     | Manipuladores de mentes                                | 4 de desembre de 2019  | 714 000 (5,1%)   |
| 7x11     | Okupas extremos                                        | 10 de desembre de 2019 | 1 195 000 (8,3%) |
| 7x12     | Lotería, combinación ganadora                          | 17 de desembre de 2019 | 1 137 000 (7,9%) |

### Temporada 8
| Programa | Títol                                                | Data d'emissió       | Audiència      |
| -------- | ---------------------------------------------------- | -------------------- | -------------- |
| 8x01     | Gurús de la alimentación y herederos en guerra       | 16 de gener de 2020  | 725 000 (5,3%) |
| 8x02     | Mi vecino es un ladrón                               | 30 de gener de 2020  | 494 000 (3,8%) |
| 8x03     | Mi casa es un infierno y explotados por discapacidad | 6 de febrer de 2020  | 550 000 (4,6%) |
| 8x04     | España en extinción                                  | 13 de febrer de 2020 | 596 000 (4,3%) |
| 8x05     | Bandas callejeras                                    | 20 de febrer de 2020 | 509 000 (3,7%) |
| 8x06     | Dinero sucio                                         | 27 de febrer de 2020 | 610 000 (4,4%) |
| 8x07     |                                                      | 5 de març de 2020    |                |

## Especials d'En el punto de mira

### Especials: 2017
| Programa | Títol                | Data d'emissió         | Audiència         |
| -------- | -------------------- | ---------------------- | ----------------- |
| 1x01     | Verano en Marbella   | 31 de juliol de 2017   | 1 139 000 (9,4%)  |
| 1x02     | Verano en Benidorm   | 7 d'agost de 2017      | 1 204 000 (10,5%) |
| 1x03     | Verano en Barcelona  | 14 d'agost de 2017     | 987 000 (9,4%)    |
| 1x04     | Verano en Mallorca   | 21 d'agost de 2017     | 1 104 000 (9,1%)  |
| 1x05     | Verano en Formentera | 28 d'agost de 2017     | 1 203 000 (9,2%)  |
| 1x06     | Verano en Cádiz      | 4 de setembre de 2017  | 1 118 000 (7,8%)  |
| 1x07     | Verano en Canarias   | 11 de setembre de 2017 | 1 045 000 (7,0%)  |

### Especials: 2018
| Programa | Títol                         | Data d'emissió        | Audiència        |
| -------- | ----------------------------- | --------------------- | ---------------- |
| 2x01     | Verano en la costa ibicenca   | 30 de juliol de 2018  | 1 190 000 (9,7%) |
| 2x02     | Verano en la costa catalana   | 6 d'agost de 2018     | 848 000 (7,5%    |
| 2x03     | Verano en la costa gallega    | 13 d'agost de 2018    | 844 000 (7,3%)   |
| 2x04     | Verano en la costa cálida     | 20 d'agost de 2018    | 703 000 (6,1%)   |
| 2x05     | Verano en la costa del sol    | 27 d'agost de 2018    | 842 000 (6,8%)   |
| 2x06     | Verano en la costa valenciana | 3 de setembre de 2018 | 998 000 (7,5%)   |

## Audiència mitjana d'En el punto de mira

### Temporades
| Edició                                   | Programes | Data        | Cadena | Espectadors | Quota |
| ---------------------------------------- | --------- | ----------- | ------ | ----------- | ----- |
| En el punto de mira (Primera temporada)  | 11        | 2016        | Cuatro | 1 087 000   | 8,3%  |
| En el punto de mira (Segona temporada)   | 6         | 2017        | Cuatro | 1 142 000   | 6,9%  |
| En el punto de mira (Tercera temporada)  | 19        | 2017        | Cuatro | 1 063 000   | 7,2%  |
| En el punto de mira (Quarta temporada)   | 30        | 2017 - 2018 | Cuatro | 1 031 000   | 6,8%  |
| En el punto de mira (Cinquena temporada) | 25        | 2018 - 2019 | Cuatro | 714 000     | 5,2%  |
| En el punto de mira (Sisena temporada)   | 6         | 2019        | Cuatro | 891 000     | 6,0%  |
| En el punto de mira (Setana temporada)   | 12        | 2019        | Cuatro | 868 000     | 6,1%  |
| En el punto de mira (Vuitena temporada)  |           | 2020        | Cuatro | 575 000*    | 4,3%* |

### Especials
| Edició                                | Programes | Data | Cadena | Espectadors | Quota |
| ------------------------------------- | --------- | ---- | ------ | ----------- | ----- |
| En el punto de mira (Especial Verano) | 7         | 2017 | Cuatro | 1 114 000   | 8,9%  |
| En el punto de mira (Especial Verano) | 6         | 2018 | Cuatro | 904 000     | 7,5%  |
| En el punto de mira (Especial Verano) |           | 2020 | Cuatro |             |       |